# Thomas Matthias

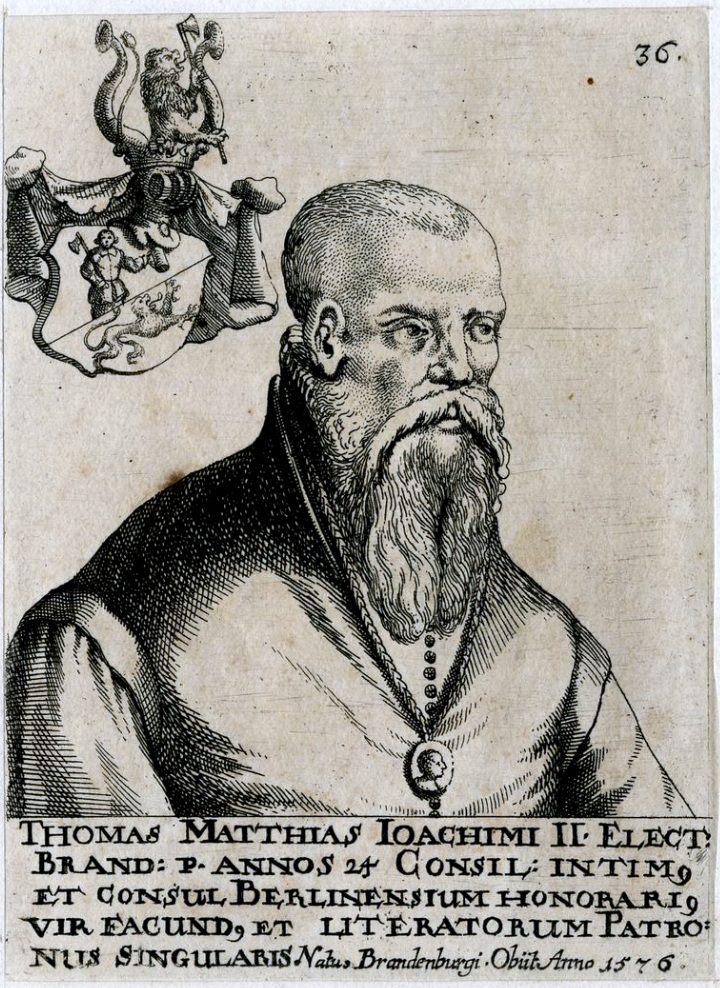
Thomas Matthias, Bürgermeister von Berlin

Thomas Matthias (* um 1520 in Brandenburg an der Havel; † 7. Juli 1576 ebenda) war Berliner Bürgermeister und Politiker des Kurfürstentums Brandenburg.

## Leben
Thomas Matthias stammte aus einer Berliner Tuchmacherfamilie. Sein Großvater war bereits zu so viel Ansehen gelangt, dass er Bürgermeister der Stadt Berlin wurde. Sein Vater Christian Matthias wurde in seiner Geburtsstadt Bürgermeister, hatte Ursula Schönemann geheiratet und konnte seinem Sohn eine vorzügliche Ausbildung zukommen lassen. So begann Matthias 1533 ein Studium an der Universität Wittenberg. Dort war er ein Schüler Philipp Melanchthons, lernte unter anderem Martin Luther kennen und stand mit seinem Verwandten Georg Sabinus in enger Verbindung.

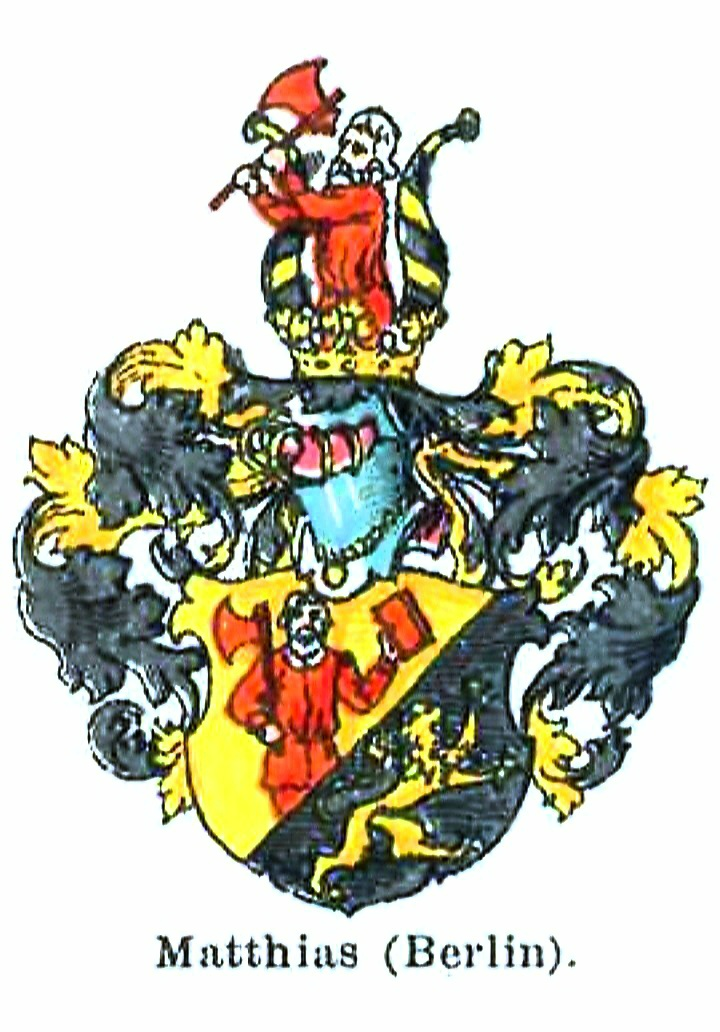
Die Matthias führten oben im redenden Wappenschild den Apostel Matthias und unten einen Löwen

Nachdem er viele Jahre dort verbracht hatte, ging er auf Empfehlung des Kanzlers Johann Weinlöben († 1558) als Berater des brandenburgischen Kurfürsten Joachim II. an dessen Hof. Ab 1547 war er bei diesem auch Geheimer Hof- sowie Kammerrat und wurde 1558 in den Reichsadelstand erhoben. 1569 erhielt er den Ritterschlag und später die Würde eines Comes palatinus des Kaisers. Ab 1563 findet man ihn bis 1571 auch als Bürgermeister von Berlin tätig. Für seinen Dienstherrn war er auch in diplomatischen Missionen unterwegs. So war er mit Albrecht von Thümen 1567 am Hof des Kaisers Maximilian II. anwesend, als Joachim Friedrich von Brandenburg zum Erzbischof von Magdeburg ernannt wurde.
Nach dem Tod des Kurfürsten wurde Thomas Matthias von dessen Sohn beschuldigt, Gelder veruntreut zu haben, und musste 1571 dessen Dienst verlassen, blieb aber weiter in Berlin, bis er vor der Pest nach Brandenburg (Havel) floh. 
In der St. Gotthardtkirche von Brandenburg an der Havel fand Thomas Matthias seine letzte Ruhestätte. Dort erinnert an ihn ein Epitaph, das ursprünglich 1549 für seinen Vater errichtet und dann für den Sohn umgestaltet wurde. Ein weiteres Epitaph, für Thomas Matthias und seine Frau, geb. Damstorf, befindet sich in der Nikolaikirche (Berlin).
Matthias stand zu seiner Zeit in hohem Ansehen, da er die Gelehrtenkultur seiner Zeit unterstützte.

## Familie

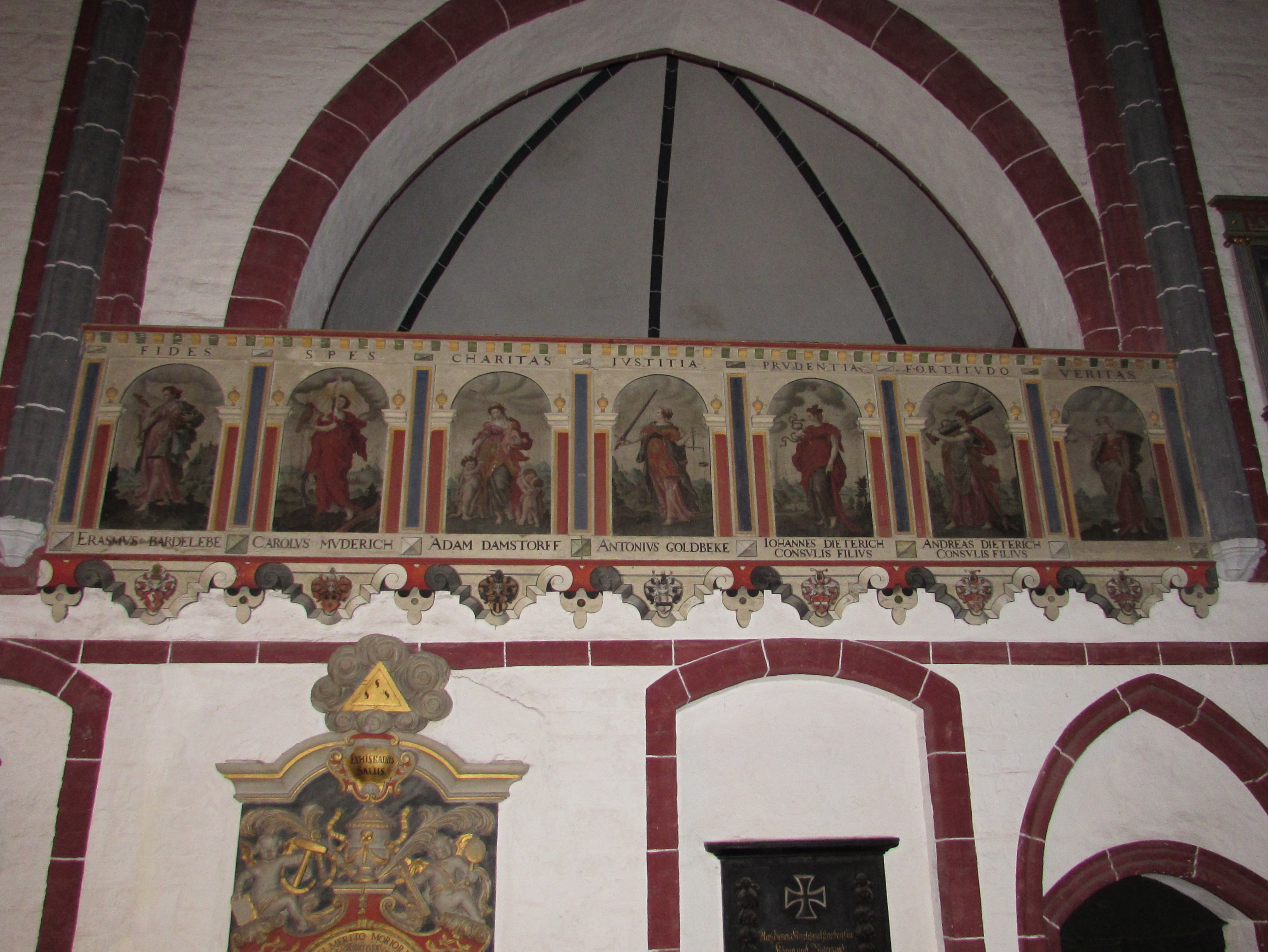
Wappen der Familie Damstorff (wachsendes Einhorn über zwei Pfählen) in der Godehardkirche zu Brandenburg

Matthias war zwei Mal verheiratet. Seine erste Ehe schloss er mit Magarethe Domstorf (Damstorf; das Wappen der Familie Damstorff befindet sich in der Godehardkirche in Brandenburg an der Havel dargestellt). In dieser Ehe entstanden fünf Mädchen. Eine Tochter († 21. März 1623) ehelichte Joachim Carpzov, Bürgermeister zu Brandenburg († 20. November 1598, beigesetzt in der dortigen Katharinenkirche), zusammen Eltern des Joachim von Carpzov († 1628).
Nach dem Tod seiner ersten Ehefrau ging er eine zweite Ehe mit Ursula, der Tochter des Bürgermeisters der Freien Reichsstadt Nordhausen und Verfechters der Reformation Michael Meyenburg, ein. Aus dieser Ehe stammen drei Söhne und vier Töchter. So sind unter anderem die Söhne Daniel Matthias und Michael Matthias (Stammvater der späteren Matthias von Berchem) bekannt geworden. Die Tochter Magdalene heiratete 1596 den königlich dänischen und kurfürstlich brandenburgischen Geheimrat Joachim Hübner (1565–1614). Eine weitere Tochter war mit dem in beiden Rechten promovierten kurbrandenburgischen Geheimen Rat und Vizekanzler Matthias Chemnitz (auch Chemnitius oder Kemnitz; 1535–1599) verheiratet.

## Ehrung
Im Berliner Ortsteil Friedrichshain im Bezirk Friedrichshain-Kreuzberg erinnert die Matthiasstraße an den einstigen Bürgermeister Thomas Matthias.